# Campo del Moro

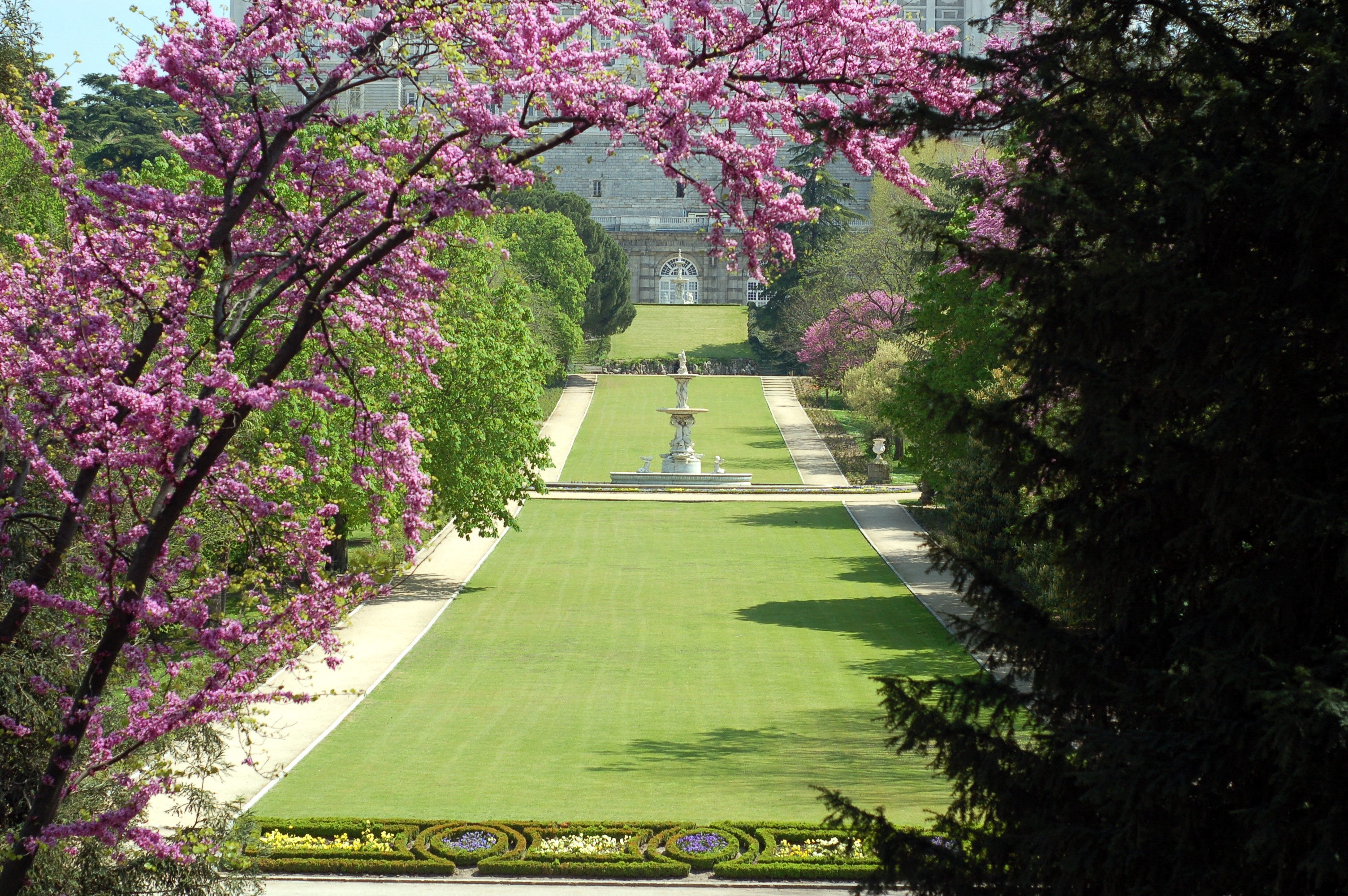
Vista en detalle del paseo principal, concebido como punto neurálgico en el diseño de 1844 de Narciso Pascual Colomer.

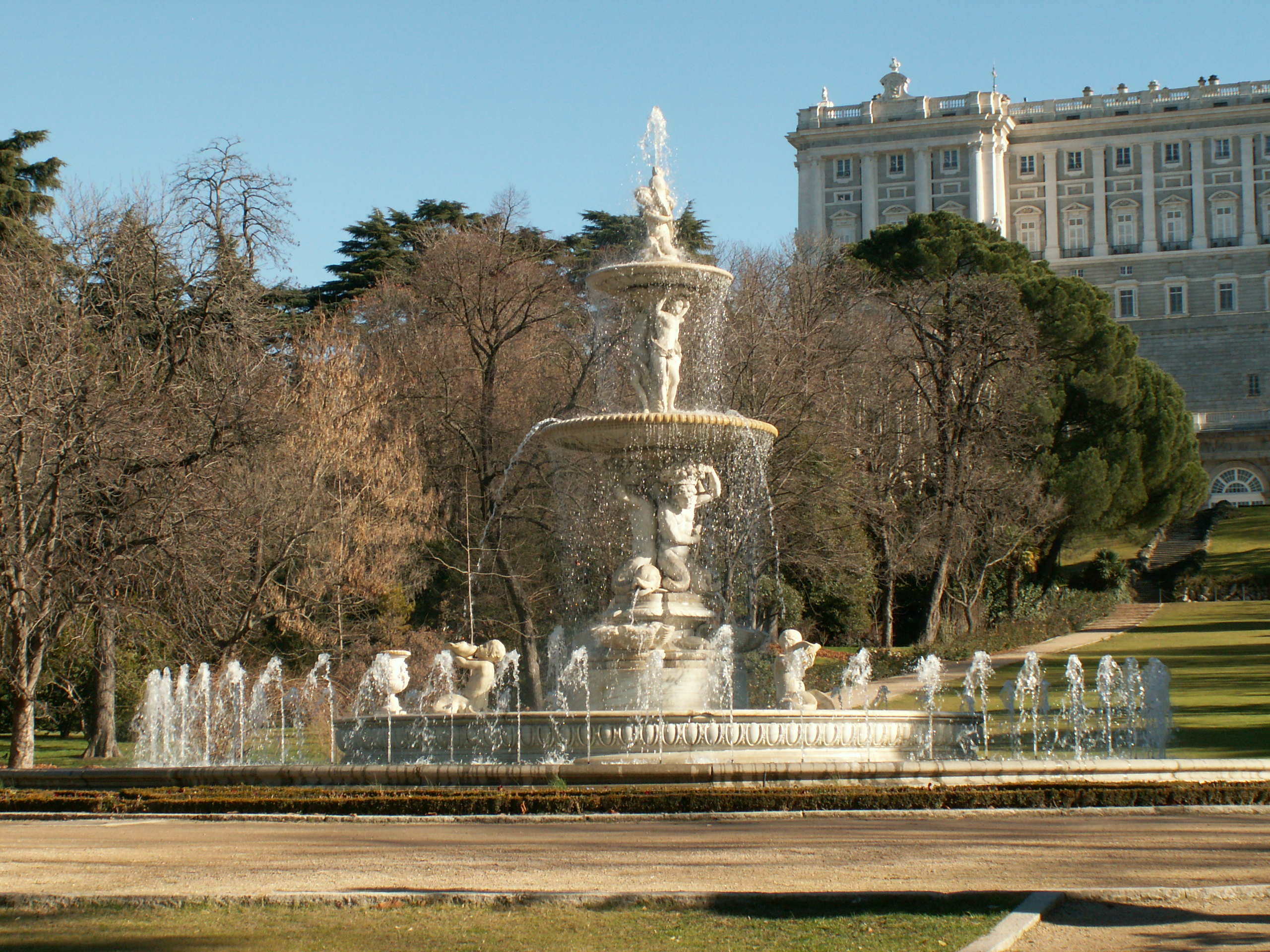
En la confluencia de las praderas de las Vistas del Sol con el paseo de Damas, se alza la fuente de las Conchas

El Campo del Moro es un jardín situado en la ciudad española de Madrid. Declarado de interés histórico-artístico en 1931, ocupa una superficie de unas veinte hectáreas (200 266 m²), que se extienden, de este a oeste, desde la fachada occidental del palacio Real hasta el paseo de la Virgen del Puerto. De norte a sur sus límites quedan configurados por la Cuesta de San Vicente (lado septentrional) y la Cuesta de la Vega y el parque de Atenas (lado meridional). 
Los jardines se caracterizan por salvar un pronunciado desnivel, provocado por el barranco existente entre el palacio y las riberas del río Manzanares. Fueron trazados en 1844 por el arquitecto Narciso Pascual y Colomer, quien ideó un conjunto formalista, si bien las obras de ajardinamiento no pudieron llevarse a cabo hasta finales del siglo XIX. Estas corrieron a cargo de Ramón Oliva, que alteró el concepto original mediante un planteamiento romántico. Anteriormente a esta fecha la zona estuvo prácticamente desatendida.
Es uno de los tres recintos ajardinados que adornan el entorno del palacio Real, pero, a diferencia de los otros dos (los jardines de Sabatini y la plaza de Oriente), su gestión no corresponde al Ayuntamiento de Madrid, sino a Patrimonio Nacional, organismo del que dependen las posesiones que estuvieron en manos de la Corona Española.

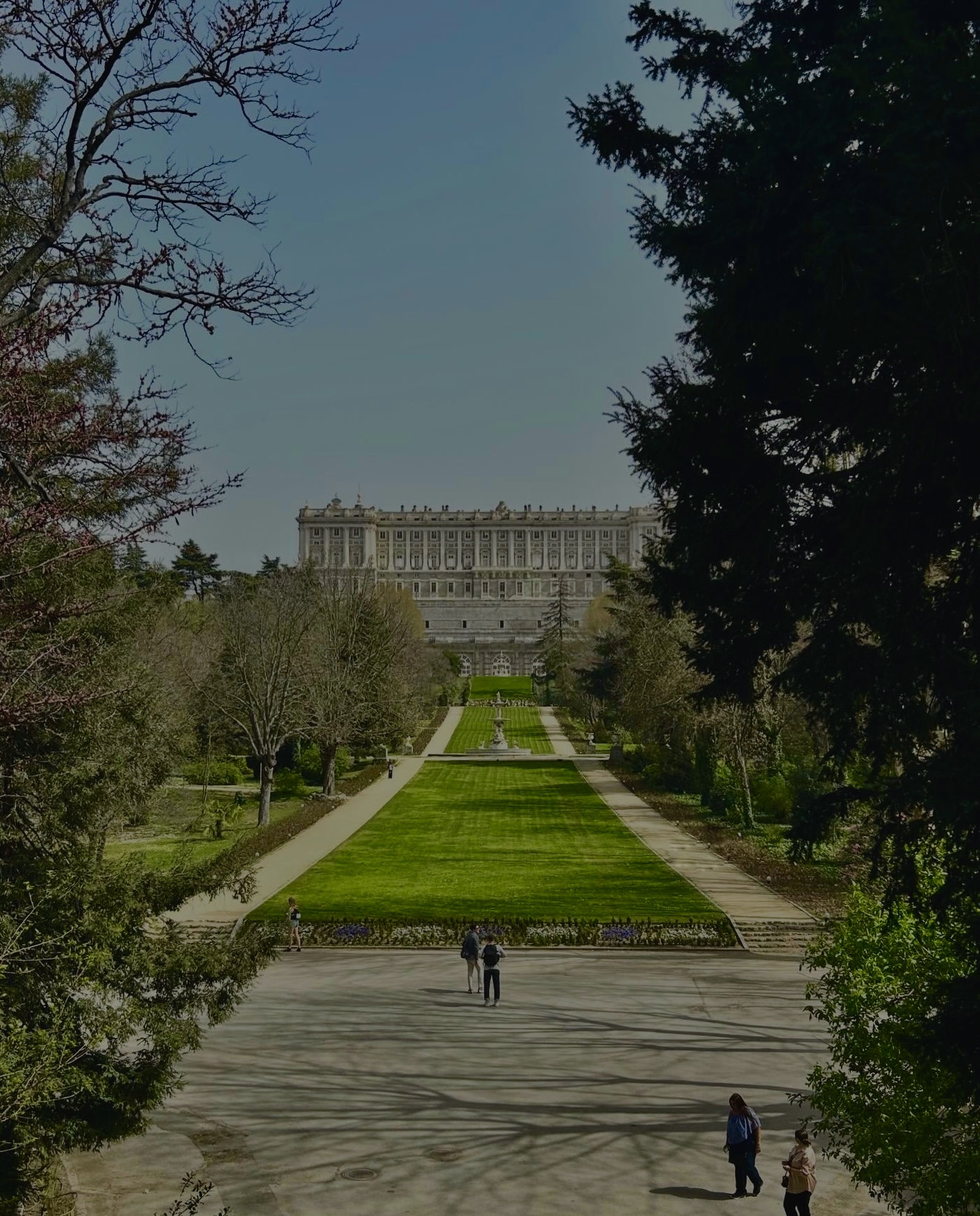
Jardines del Campo del Moro

## Toponimia
Los terrenos situados entre el palacio Real de Madrid y el valle del río Manzanares sólo fueron conocidos con el nombre del Campo del Moro a partir del siglo XIX. Este proviene de los promotores de los jardines, quienes, buscando una denominación, recurrieron a episodios históricos.
El hecho que tomaron como referencia fue el ataque contra la ciudad protagonizado por el caudillo musulmán Alí Ben Yusuf, que a la muerte de Alfonso VI, en 1109, intentó reconquistar la plaza de Madrid, en manos de los cristianos, atacando el Alcázar desde la ladera cercana al río. Supuestamente, había acampado junto con sus tropas en el sitio donde actualmente se emplaza el conjunto ajardinado.

## Historia

### Antecedentes

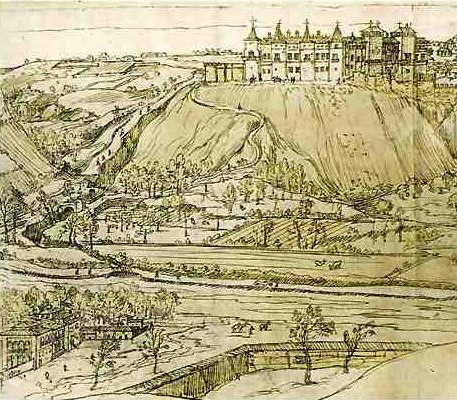
Detalle del dibujo realizado por Antoon Van Den Wijngaerde en 1562, donde se puede contemplar el lugar que hoy ocupa el Campo del Moro, a los pies del desaparecido Alcázar. La fuerte pendiente del terreno fue uno de los principales obstáculos para la construcción de los jardines

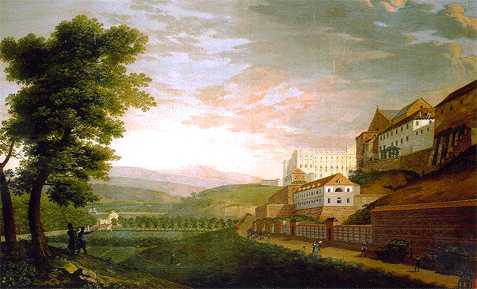
Pintura de Fernando Brambila de principios del siglo, cuando los jardines, en su actual configuración, aún no se habían trazado. Al fondo se aprecia la fachada meridional del palacio Real

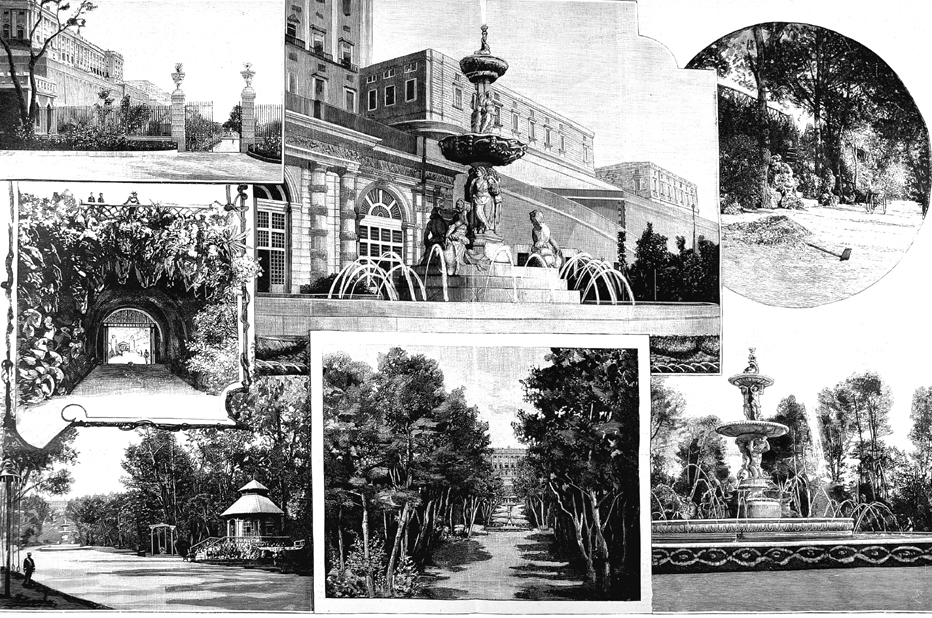
Dibujo donde se recogen diferentes vistas del Campo del Moro. Fue publicado en 1894, cuando los jardines estaban aún en fase de construcción, en la colección La Ilustración Española y Americana, con el título Mejoras en el Real Palacio de Madrid

La idea de levantar una zona recreativa en el paraje que hoy ocupa el Campo del Moro es anterior a la edificación del Palacio Real de Madrid. Los primeros intentos surgieron en tiempos de Felipe II (1527-1598), quien encargó un proyecto para salvar el desnivel existente entre el Real Alcázar, en cuyo solar fue erigido el palacio actual, y la hondonada del río Manzanares. Sin embargo, tal iniciativa no pudo llevarse a efecto. 
Posteriormente, Felipe IV (1605-1665), que utilizaba el lugar con fines cinegéticos, ordenó inicialmente la plantación de diferentes especies arbóreas, mayoritariamente olmos. 
Con la construcción del palacio Real, cuyas obras comenzaron en 1738, cuatro años después del incendio del Alcázar, fueron realizados numerosos planes de ordenación del recinto, que no pudieron materializarse ante la escasez de agua, las dificultades que ofrecía el terreno y la ausencia de recursos económicos. 
Es el caso de los proyectos promovidos por los reyes Felipe V (1683-1746) y Carlos III (1716-1788), encargados a diferentes arquitectos del palacio (Juan Bautista Sachetti, Francisco Sabatini y Ventura Rodríguez), así como al jardinero español Esteban Boutelou. Este último, avalado por su experiencia al frente de los jardines de Aranjuez (Madrid) y de La Granja de San Ildefonso (Segovia), ideó dos trazados de concepción clásica en 1746 y 1747, de muy difícil ejecución, dado que no se adaptaban plenamente a las características topográficas del suelo.
En cambio, sí que pudo llevarse a cabo el diseño del arquitecto Juan de Villanueva (1739-1811), con el que se conectaba, mediante una gruta artificial (denominada: túnel de Bonaparte), el palacio Real con los jardines de la Casa de Campo, situados al otro lado del río Manzanares. Fue excavada en 1810, durante el reinado de José I, un año antes de la muerte de Villanueva. En 1891 fue objeto de una remodelación, que consistió en la instalación de rocalla como elemento ornamental. Aún se conservan varios tramos de este pasadizo, localizados, los más relevantes, en el propio Campo del Moro y bajo el antiguo Camino de Castilla.

### Trazado definitivo
El impulso definitivo para la realización de los jardines tuvo lugar en 1844, cuando Agustín Argüelles Álvarez (1776-1884), preceptor de la reina Isabel II durante su minoría de edad, y Martín de los Heros (1783-1859), intendente del Real Patrimonio, encargaron al arquitecto mayor de palacio, Narciso Pascual y Colomer (1808-1870), un nuevo diseño.  
El citado arquitecto, autor también del trazado de la plaza de Oriente, planeó como punto neurálgico la construcción de una gran avenida entre el palacio Real y el paseo de la Virgen del Puerto. Ésta no sólo salvaba la fuerte pendiente, sino que realzaba la panorámica de la fachada occidental del edificio. Para la nivelación del terreno, se emplearon, entre otros materiales, los escombros procedentes de las iglesias y viviendas demolidas durante la ampliación de la Puerta del Sol.
La importancia de este eje quedó subrayada con la instalación de dos fuentes monumentales, la de las Conchas, traída del palacio del Infante don Luis (Boadilla del Monte, Madrid), y la de los Tritones, cuyo emplazamiento original era el jardín de la Isla (Aranjuez, Madrid).
Las obras de los jardines se suspendieron tras el triunfo de la revolución de 1868, conocida como La Gloriosa, y el consiguiente exilio de la reina Isabel II. Pudieron retomarse definitivamente en la última década del siglo XIX, durante la regencia de María Cristina de Habsburgo, cuando se procedió a la plantación de unos 9500 árboles (entre ellos, 400 palmeras) y 20 800 arbustos (de ellos, 12 000 eran rosales), bajo la dirección del jardinero Ramón Oliva.
En 1898 fueron levantadas dentro del recinto distintas casas de madera, hechas en estilo tirolés. Se deben al arquitecto y jardinero Enrique Repullés Segarra, autor también de la ornamentación de la gruta diseñada por Juan de Villanueva. 
Durante la guerra civil española (1936-1939) debido a la cercanía con el frente madrileño, el Campo del Moro sufrió importantes daños. Fue restaurado en los años cuarenta del siglo XX y, en 1960, se construyó un nuevo edificio en su interior, que sirve de sede al Museo de Carruajes de Madrid.

## Descripción

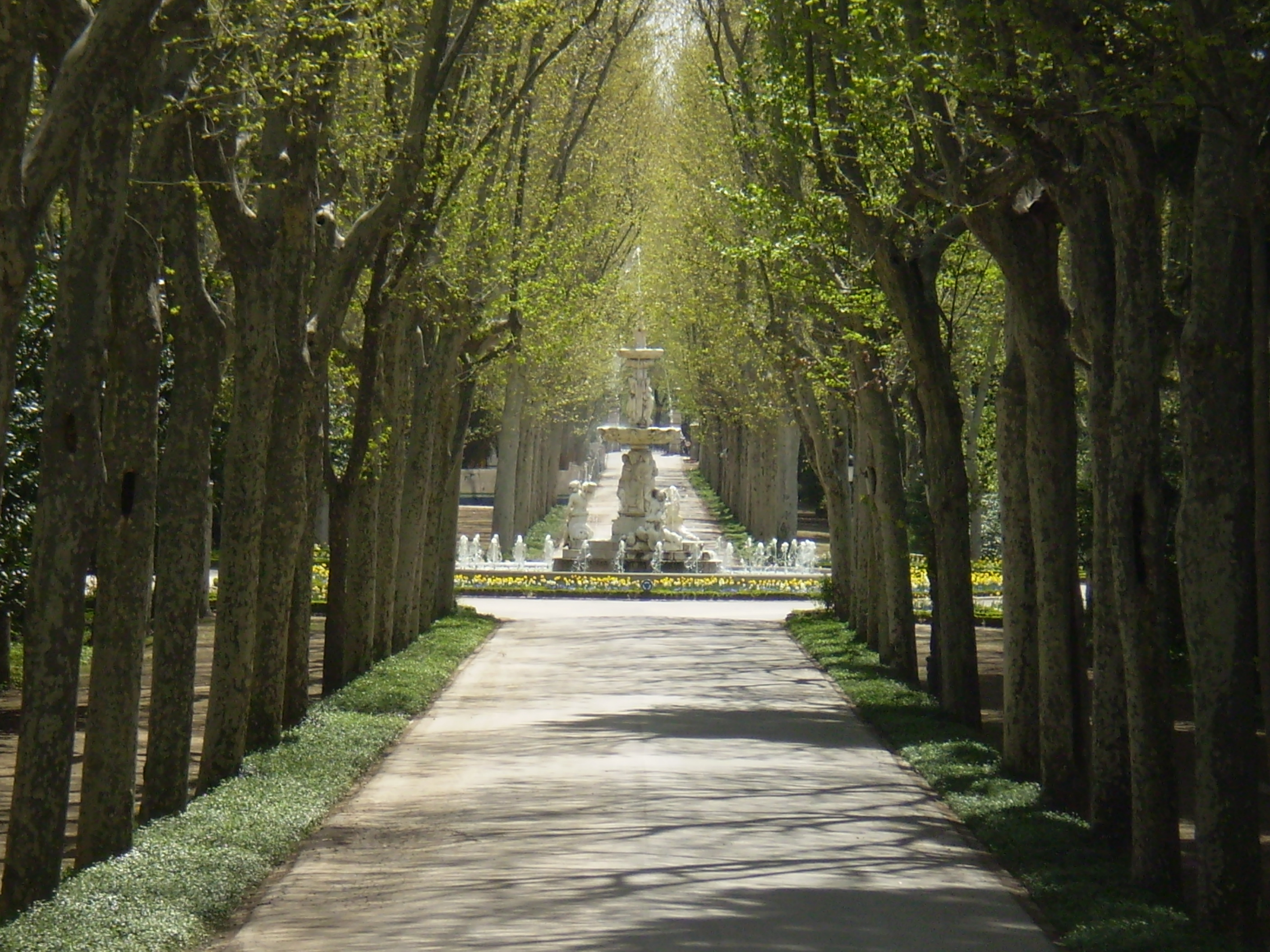
Vista de la fuente de los Tritones desde el paseo de Felipe V.

Los jardines se hacen eco en su trazado de diversas corrientes, fruto de los avatares ocurridos durante las distintas fases de su construcción. De ahí que no posea características homogéneas y que combine estilos tan dispares como el formalismo (presente en el paseo principal, diseñado por Pascual y Colomer) o el naturalismo (que preside los trazados ideados por Ramón Oliva). La mezcla de influencias también es visible en las construcciones que alberga el recinto, con alusiones a modelos rurales (como las casas rurales tirolesas ideadas por Repullés), al neogótico o a la arquitectura funcional (caso del edificio del museo de Carruajes, obra del arquitecto Ramón Andrada). 
Desde el punto de vista del paisajismo, dominan las arboledas, configuradas siguiendo los gustos románticos de la época, que se unen a toques paisajísticos ingleses, caso de las Praderas de las Vistas del Sol.

### Puertas de entrada

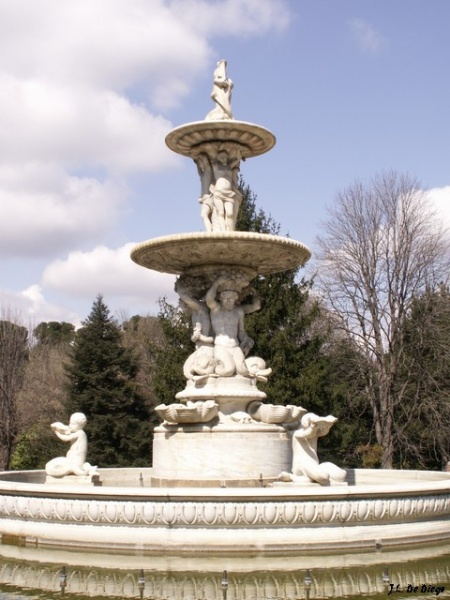
Fuente de las Conchas, diseñada por Ventura Rodríguez.

El Campo del Moro tiene planta rectangular. Su perímetro está delimitado mediante una pared de piedra blanca y ladrillo, en la que descansa una verja de hierro forjado. Su cara oriental carece de acceso, al enfrentarse a los terraplenes sobre los que se asientan los jardines de Sabatini, el palacio Real, la plaza de la Armería y la catedral de la Almudena.
Posee únicamente tres entradas, emplazadas en los restantes lados: una en la Cuesta de San Vicente (al norte), otra en la Cuesta de la Vega (al sur) y la principal en el paseo de la Virgen del Puerto (al oeste). Ninguna de ellas presenta valores artísticos de especial interés, más allá de ciertos elementos ornamentales, como diferentes jarrones artísticos.
Las dos primeras puertas, de acceso restringido, están comunicadas entre sí mediante un paseo longitudinal, situado en la parte alta de los jardines, a los pies del palacio Real. Esta avenida recorre los recintos de la fuente de los Tritones, de la Estufa Grande o de las Camelias y del Estanque de la Cascada, cuya visita no está permitida al público. La zona más baja del Campo del Moro sí que es de acceso libre, en horarios determinados, a través de la puerta del paseo de la Virgen del Puerto.

### Eje central
Se debe a Narciso Pascual y Colomer, quien concibió un gran paseo que, siguiendo la dirección este-oeste, comunicara directamente el palacio Real con las riberas del río Manzanares. Esta avenida, conocida como las Praderas de las Vistas del Sol, era el eje central de un trazado hipodámico, articulado a partir de una serie de paseos paralelos y perpendiculares, en cuyos cruces se disponían pequeñas plazas circulares o semicirculares.
De su diseño sólo pudo llevarse a efecto la citada avenida, que, desde el punto de vista urbanístico, constituye la pieza más relevante del recinto, al garantizar la panorámica del palacio mediante una acertada distribución de los niveles del terreno. Se encuentra flanqueada por un arbolado y presenta una amplia mediana, ajardinada con una pradera dispuesta en dos grandes tramos y custodiada a ambos lados por un paseo de tierra. 
El proyecto de Pascual y Colomer contemplaba la instalación de dos fuentes monumentales, que se ubican actualmente en la parte superior y central del eje principal:
- Fuente de los Tritones. Se levanta a los pies de la fachada occidental del palacio, en el punto más alto de la avenida y de todo el recinto. Fue construida en Italia en el siglo XVII (o probablemente a finales del siglo XVI) y trasladada a España en 1656, año en el que Felipe IV ordenó instalarla en el jardín de la Isla (Aranjuez, Madrid). En 1846 fue colocada en su emplazamiento actual. Labrada en mármol blanco, toma su nombre de las cuatro esculturas de tritones mitológicos situadas en su base.

- Fuente de las Conchas. Se debe a un diseño del último tercio del siglo XVIII, realizado por Ventura Rodríguez. Decoró los jardines del palacio del Infante don Luis en Boadilla del Monte —propiedad de Luis Antonio de Borbón y Farnesio—, hasta su traslado al Campo del Moro en 1845, donde ocupa el centro de la avenida. Fue esculpida por Francisco Gutiérrez Arribas y Manuel Álvarez el Griego. Al igual que la fuente de los Tritones, estos personajes mitológicos constituyen su motivo principal. También está hecha en mármol blanco.

### Otros paseos

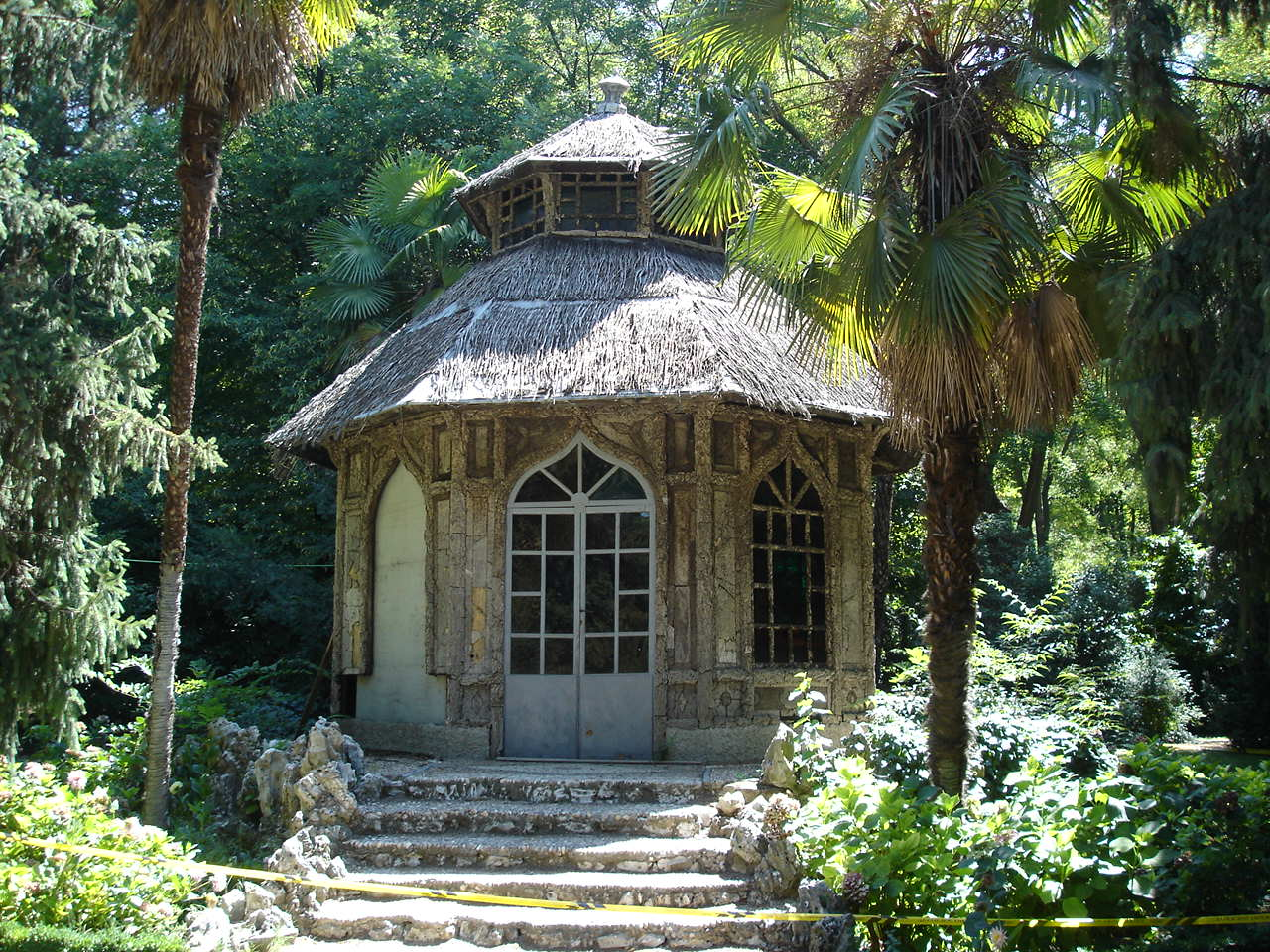
Vista del Chalé del Corcho, construido con este material en la segunda mitad del.

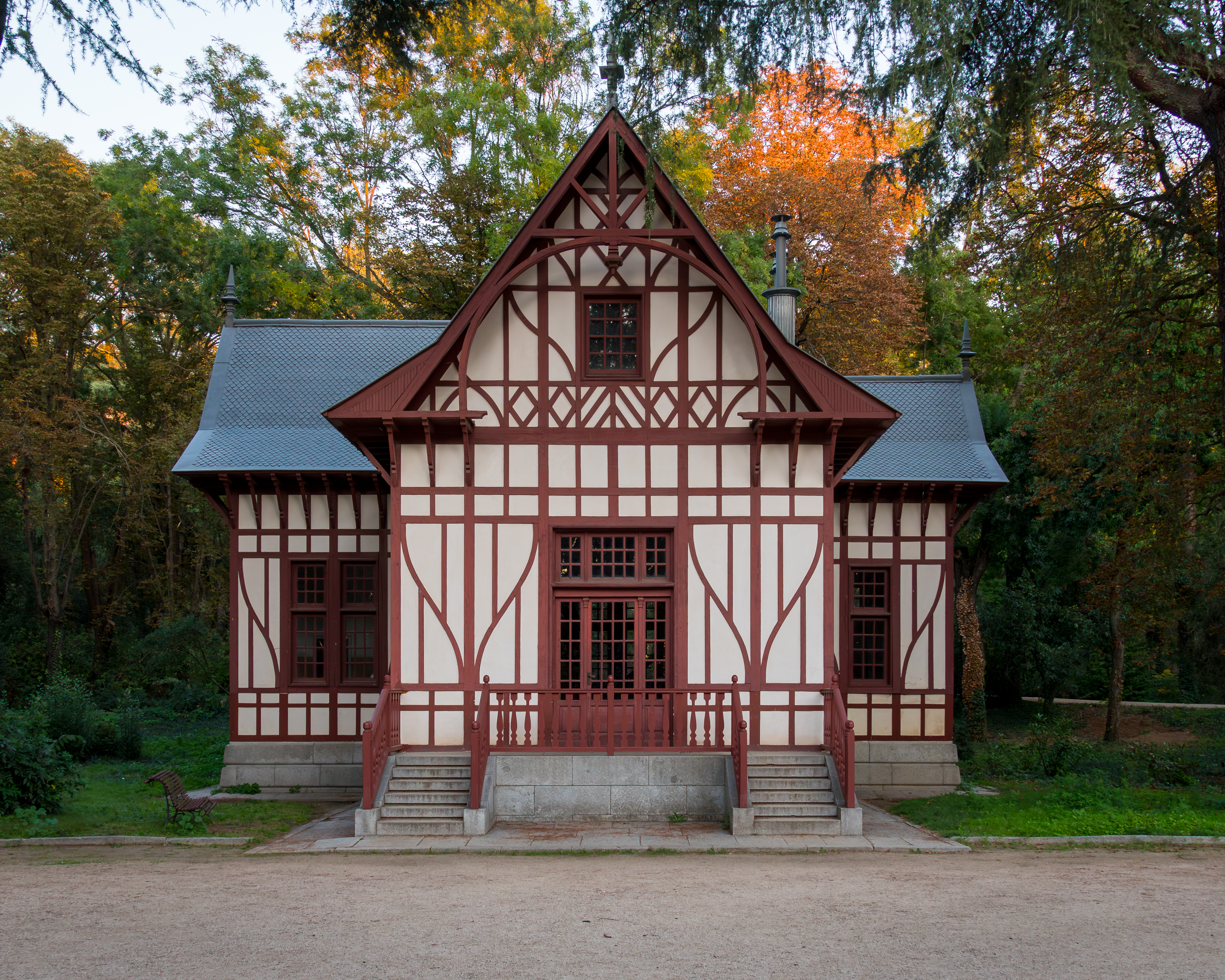
El Chalecito de la Reina, levantado en estilo tirolés.

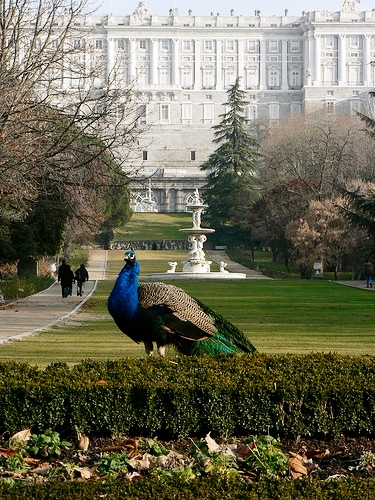
Pavo real en las Praderas de las Vistas del Sol.

Los restantes paseos son obra de Ramón Oliva. Responden a un modelo romántico, muy alejado de los esquemas formalistas, en cuadrícula, de Pascual y Colomer. Presentan trazados irregulares, con abundancia de tramos curvados. También hay numerosos caminos semiocultos, rutas alternativas y atajos, en la línea de los gustos paisajísticos del romanticismo. Es el caso de los caminos de las Cuatro Llaves y de las Cadenas.
Tan sólo cabe establecer la excepción del paseo de Damas, heredero del diseño hipodámico de Pascual y Colomer. Arranca en las proximidades de la cuesta de San Vicente y termina en la plaza de la Reina María Cristina de Habsburgo, situada en el extremo meridional del recinto. Sigue una dirección norte-sur y se cruza con las praderas de las Vistas del Sol. En el punto de confluencia se enclava la ya citada fuente de las Conchas.
El paseo de los Plátanos, llamado así por la especie vegetal que domina su recorrido, ejemplifica el modelo romántico expuesto anteriormente. Su origen está próximo a la entrada del paseo de la Virgen del Puerto, desde donde toma dirección sudeste, configurando una amplia curva y pasando a los pies de la Catedral de la Almudena. Entronca con el Paseo de Damas, a través del Bosque de la Copa, que debe su denominación a un árbol de considerables dimensiones, que destaca entre los demás.

### Construcciones de interés
Además de las fuentes de las praderas de las Vistas del Sol, el Campo del Moro reúne otras construcciones de interés histórico-artístico. Por su antigüedad y complejidad técnica, merece una especial mención la gruta de Juan de Villanueva, cuyo acceso se encuentra debajo de las escaleras instaladas en la entrada del paseo de la Virgen del Puerto. 
Son numerosos los motivos ornamentales, entre los que figuran diferentes jarrones artísticos, parterres, estanques, rocallas, pequeñas fuentes (como la de la Almendrita), aviarios y esculturas (caso de las estatuas de Isabel II y Francisco de Asís de Borbón). Muchos de estos elementos se sitúan en enclaves recónditos, siguiendo las pautas paisajísticas románticas.
Entre los edificios, destacan la Estufa Grande o de las Camelias (donde Antonio López pintó el cuadro "La familia de Juan Carlos I"), el Chalé del Corcho y el Chalecito de la Reina, estos dos últimos realizados en madera por Repullés a finales del siglo XIX. De la segunda mitad del siglo XX data el Museo de Carruajes, dispuesto en módulos hexagonales, con los que su arquitecto, Ramón Andrada, previó posibles ampliaciones. Alberga una variada colección de carruajes, que pertenecieron a la Corona Española. Las llamadas Carroza Negra (siglo XVII), Silla de Carlos III (siglo XVIII) y Berlina de la Corona (siglo XIX) se encuentran entre las piezas más relevantes.

### Especies vegetales y animales
Los jardines están poblados por 70 especies de árboles y algunos ejemplares tienen más de 150 años. Algunos de ellos destacan por su antigüedad y altura y por ello han sido catalogados como Árboles Singulares por la Comunidad de Madrid: caso de un pino carrasco que sobrepasa los 30 metros de altura, un pino piñonero de 25 metros, un roble de 24, una secuoya roja de 30, y dos tejos de 15.
En el Campo del Moro habitan numerosas aves, integradas por especies características de los parques, como el pavo real, el faisán, la tórtola y la paloma.

## Panorámicas

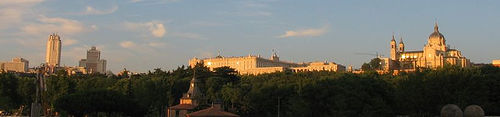
Panorámica del palacio Real, de la plaza de la Armería y de la catedral de la Almudena, con el Campo del Moro a sus pies. A la izquierda, el Edificio España y la Torre de Madrid y, en primer término, la Ermita de la Virgen del Puerto

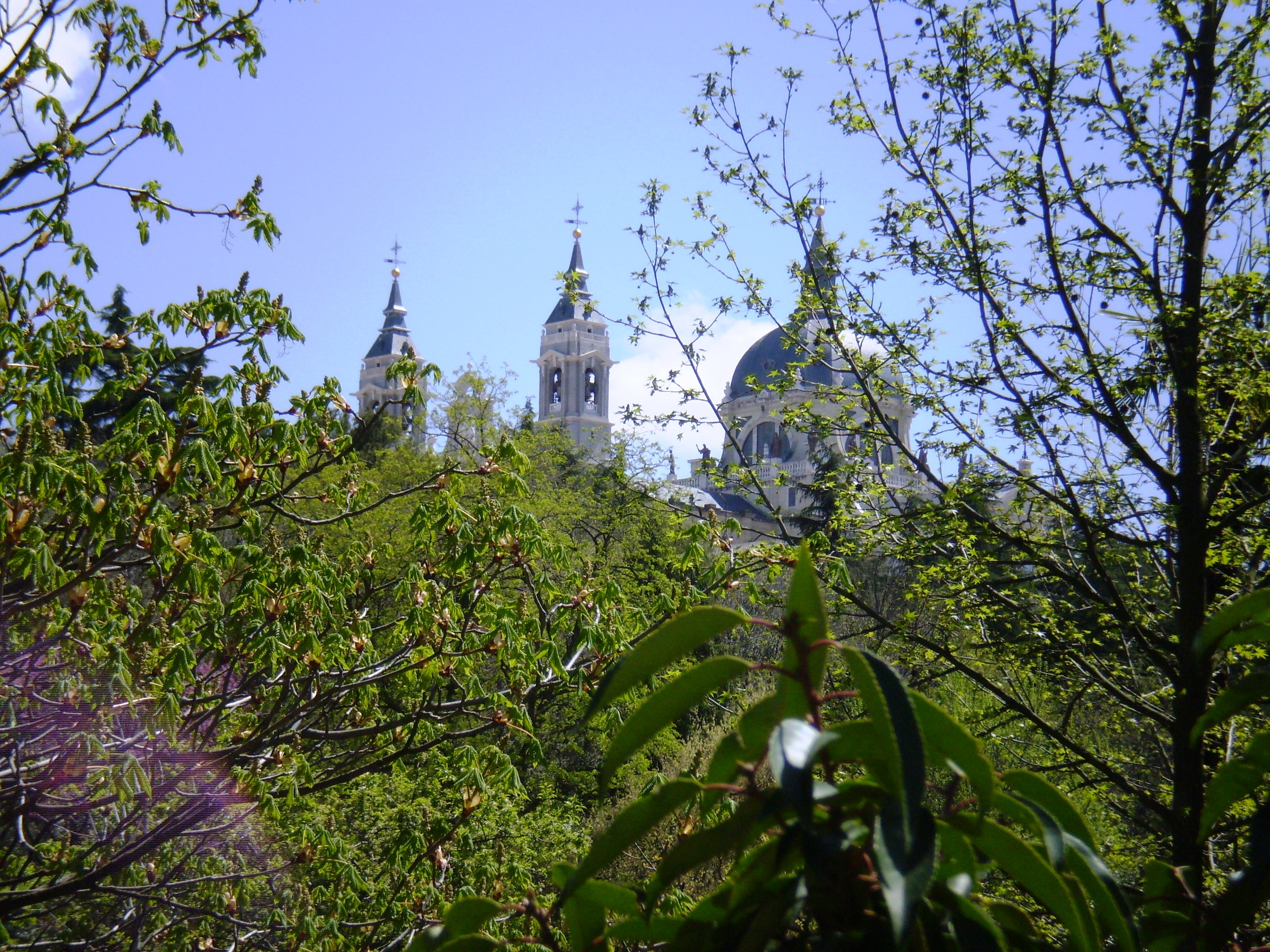
La cúpula y torres de la Catedral de la Almudena desde los jardines del Campo del Moro

El Campo del Moro se ubica al pie del núcleo fundacional de Madrid. El origen de esta ciudad se remonta al siglo IX, cuando fue construida una fortaleza musulmana en lo alto de un promontorio, bajo el cual se situaba un pronunciado barranco, que facilitaba su defensa.
A pesar de las nivelaciones del terreno de las que ha sito objeto el recinto, principalmente en el siglo XIX, la fuerte pendiente que aún existe permite divisar diferentes panorámicas, que se encuentran entre las más características del panorama urbano madrileño. La más célebre es la de la fachada occidental del palacio Real, cuya contemplación queda subrayada por el trazado longitudinal de las Praderas de las Vistas del Sol. 
Menos conocidas son las panorámicas de la Catedral de la Almudena y de la arcada oeste de la plaza de la Armería, que quedan semiocultas por la frondosa arboleda que domina la zona meridional del jardín. Aun así, el paseo de Plátanos ofrece diferentes vistas de este conjunto monumental.
Desde la parte más elevada del Campo del Moro (esto es, desde su lado oriental), es posible divisar la casi totalidad de los jardines, así como el área forestal de la Casa de Campo, que se extiende más allá de la margen derecha del río Manzanares, a través del Puente del Rey.